# Masahiro Nakai
Masahiro Nakai (中居 正広 Nakai Masahiro?) (Nacido el 18 de agosto de 1972 en Fujisawa, Kanagawa como el más joven de tres hermanos.) es un cantante, actor y presentador de eventos musicales y de variedades como el espectáculo de larga duración utaban música. Él es el líder del grupo japonés SMAP.

## Primeros años
Él es un gran fan de béisbol. Desde niño, quería ser jugador de béisbol profesional.
En 1987, entró en el Nakai agencia de talentos japoneses Johnny & Associates, a la edad de 14 años. Es la segunda persona después de Higashiyama Noriyuki que se le permitió saltarse las audiciones y entra directamente en la agencia como un aprendiz, lo que fue conocido como uno de los élite en Johnny.
Los aficionados han expresado que "la incapacidad de Nakai para cantar es algo así como una broma nacionales hoy en Japón". A pesar de su falta de capacidad, Nakai ha tenido un éxito eventual importante con SMAP como el grupo se convirtió en una de las mejores bandas de éxito en la historia de chico J-pop.

## Carrera

### Actuación
En 2007, fue Nakai dado su papel en el cine por primera vez en casi cinco años, interpretando a un barbero injustamente humilde condenado a muerte como criminal de guerra en la película Watashi wa Kai ni Naritai.
En 2009, Nakai se le dio su primer papel protagonista en un drama que se transmitió el lunes Fuji TV 9:00 p. m. (JST) ranura de tiempo en casi once años.

## Otros trabajos

### Presentador
Desde 2006, Nakai ha sido el principal presentador de noticias para la cobertura de las Olimpiadas en TBS.

### Soporte
En 2007, Senichi Hoshino eligió a Nakai como capitán de apoyo "oficial" para el equipo olímpico de béisbol de Japón.

## Filmografía
| Drama     | Drama                                                 | Drama             | Drama                                                   |
| Año       | Título                                                | Rol               | Notas                                                   |
| --------- | ----------------------------------------------------- | ----------------- | ------------------------------------------------------- |
| 1988      | Abunai Shōnen III                                     | Masahiro Nakai    |                                                         |
| 1991      | Gakkō e Ikō!                                          |                   |                                                         |
| 1992      | Ude ni oboe ari                                       | Yûnosuke Shibuya  | TV film                                                 |
| 1995      | Aji Ichimonme                                         | Satoru Ihashi     |                                                         |
| 1995      | Kagayaku Toki no Naka de                              |                   |                                                         |
| 1995      | Kagayake! Rintaro                                     |                   |                                                         |
| 1996      | Aji Ichimonme 2                                       | Satoru Ihashi     |                                                         |
| 1996      | Naniwa Kinyudo                                        | Tatsuyuki Haibara | Rol principal                                           |
| 1996      | Dareka ga Dareka ni Koishiteru                        |                   | Especial de Televisión                                  |
| 1996      | Shōri no Megami                                       |                   | Rol principal                                           |
| 1996      | Naniwa Kinyudo 2                                      | Tatsuyuki Haibara | Rol principal                                           |
| 1997      | Boku ga Boku de Aru Tame ni                           | Hayato Naruse     | Especial de Televisión                                  |
| 1997      | Ii Hito                                               |                   | Invitado                                                |
| 1997      | Saigo no Koi                                          | Toru Natsume      | Rol principal                                           |
| 1998      | Naniwa Kinyudo 3                                      | Tatsuyuki Haibara | Rol principal                                           |
| 1998      | Brothers                                              | Shinjin Fujiwara  | Rol principal                                           |
| 1999      | Good News                                             |                   | Rol principal                                           |
| 1999      | Naniwa Kinyudo 4                                      | Tatsuyuki Haibara | Rol principal                                           |
| 2000      | Densetsu no Kyoshi                                    | Kazami            | Rol principal                                           |
| 2000      | Naniwa Kinyudo 5                                      | Tatsuyuki Haibara | Rol principal                                           |
| 2001      | Yonimo Kimyona Monogatari: Otona Juken                |                   | Rol principal, una parte de la Edición Especial de SMAP |
| 2001      | Shiroi Kage                                           | Yosuke Naoe       | Rol principal                                           |
| 2003      | Shiroi Kage Special                                   | Yosuke Naoe       | Rol principal, Especial de Televisión                   |
| 2004      | Suna no Utsuwa                                        | Eiryo Waga        | Rol principal                                           |
| 2004      | Tora to lion to gonin no otoko                        | Nakai Masahiro    | TV film                                                 |
| 2005      | Naniwa Kinyudo 6                                      | Tatsuyuki Haibara | Rol principal                                           |
| 2009      | Konkatsu!                                             | Kuniyuki Amamiya  | Rol principal                                           |
| 2010      | SMAP Ganbarimasu!! 2010 - 10 Hours Super              | Nakai Masahiro    | Rol principal, una parte de la Edición Especial de SMAP |
| 2011      | Aji Ichimonme SP                                      | Satoru Ihashi     | Rol principal, Especial de Televisión                   |
| Películas |                                                       |                   |                                                         |
| Año       | Título                                                | Rol               | Notas                                                   |
| 1993      | Private Lessons 2                                     |                   |                                                         |
| 1994      | Shoot                                                 | Toshihiko Tanaka  |                                                         |
| 1994      | 2nd cinema Jack Chan Kin , "something strange? Part2" |                   |                                                         |
| 2002      | Mohō Han                                              |                   | Rol principal                                           |
| 2008      | Watashi wa Kai ni Naritai                             | Toyomatsu Shimizu | Rol principal                                           |
| 2010      | Ototo                                                 |                   | Invitado                                                |

## Premios y nominaciones
| Año  | Organización                         | Premio                 | Trabajo                   | Resultado |
| ---- | ------------------------------------ | ---------------------- | ------------------------- | --------- |
| 1995 | 4th Television Drama Academy Awards  | Mejor Actor            | Aji Ichimonme             | Ganador   |
| 1995 | 4th Television Drama Academy Awards  | Mejor actor revelación | Aji Ichimonme             | Ganador   |
| 1997 | 14th Television Drama Academy Awards | Mejor Actor            | Saigo no Koi              | Ganador   |
| 2003 | 7th Nikkan Sports Drama Grand Prix   | Mejor Actor            | Suna no Utsuwa            | Ganador   |
| 2004 | 40th Television Drama Academy Awards | Mejor Actor            | Suna no Utsuwa            | Ganador   |
| 2008 | 21st Nikkan Sports Film Awards       | Mejor Actor            | Watashi wa Kai ni Naritai | Ganador   |
| 2009 | TV Navi Spring 2009 Drama Awards     | Mejor Actor            | Konkatsu!                 | Ganador   |